# الصادق الزمرلي
ولد الصادق الزمرلي سنة 1885 وتوفي سنة 1983.

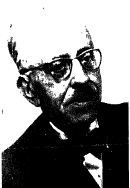

## نبذة عن سيرة الصادق الزمرلي
كان الصادق الومرلي أديبا وسياسيا ومؤرخا وممن شهدوا تشكل الحركة الوطنية التونسية في بداياتها.
ولد الزمرلي بعد انتصاب الحماية الفرنسية بنحو أربع سنوات. ولما أتم تعليمه الابتدائي توجه إلى معهد الصادقية بمقره القديم بنهج جامع الزيتونة. وبالرغم من أنه لم يتمم دراسته الثانوية إلا أنه كان قد حصّل نصيبا وافرا من المعرفة بالغتين العربية والفرنسية.
انخرط سنة 1905 في جمعية قدماء الصادقية فكانت بداية احتكاكه برجال الفكر في عصره. ثم كان أن التحق أيضا بالنادي التونسي الذي كان قطبا لرجال الفكر والسياسة والأدب مما خوّل له أن يكون سنة 1907 ورغم صغر سنه أن يكون من أول المحررين في جريدة «التونسي» لسان حال حركة «الشباب التونسي».